# デート・ウィズ・ドリュー
『デート・ウィズ・ドリュー』（My Date with Drew）は、2004年のドキュメンタリー映画である。

## 内容
クイズ番組で賞金1100ドルを獲得したブライアン・ハーズリンガーが、それを資金にして憧れのドリュー・バリモアとデートしようとする。彼は『チャーリーズ・エンジェル フルスロットル』のプレミアでドリューに近づくため、同映画のプロデューサーや脚本家らに会う。

## キャスト
- ブライアン・ハーズリンガー
- ドリュー・バリモア
- エリック・ロバーツ
- コリー・フェルドマン
- ケリー・デヴィッド
- ジョン・オーガスト
- ビル・デリア